# Hongrois de Roumanie
Selon le recensement de la population de 2011, les Hongrois de Roumanie constituent, après les Roumains, la deuxième plus grande communauté ethnique de Roumanie. Le terme roumain maghiar ou ungur (avec un u) désigne une communauté ethno-linguistique habitant dans plusieurs pays, tandis que ungar (avec un a) fait référence aux habitants de la Hongrie. Cependant, dans le langage courant, ces termes sont parfois confondus. En hongrois, il n'y a pas de distinction : le mot magyar est utilisé dans les deux cas.
Parmi les 1 227 623 Hongrois de Roumanie (6,5 % de la population du pays), se distinguent deux groupes d'importance inégale : les 685 000 « Sicules » de Transylvanie (Székelyek, Secui) et les 119 618 « Csángó » (Ceangăi) de Moldavie ; les autres sont simplement dénommés « Magyars » (en hongrois : magyarok, en roumain : maghiari) sans autre précision.
Les Hongrois de Roumanie se concentrent essentiellement dans les grandes villes transylvaines de Cluj, Oradea, Arad, Satu Mare ou Târgu-Mureș, dans la plaine à la frontière avec la Hongrie (ancien partium) et surtout dans le Pays sicule, au centre de la Roumanie, où ils dépassent 70% des habitants dans beaucoup de communes. Il existe également une forte communauté magyarophone à Bucarest.

## Histoire
Originaires de l'Oural, les Magyars, d'origine finno-ougrienne, sont arrivés dans le bassin des Carpates à la fin du IXe siècle poussés par des mouvements de populations générés principalement par l'avancée des Petchénègues. Une fois sédentarisés, ils absorbent les populations locales slaves, germaniques ou latines, se convertissent au catholicisme et fondent un grand royaume en union personnelle avec la Croatie.

### Des origines auXVIIIesiècle

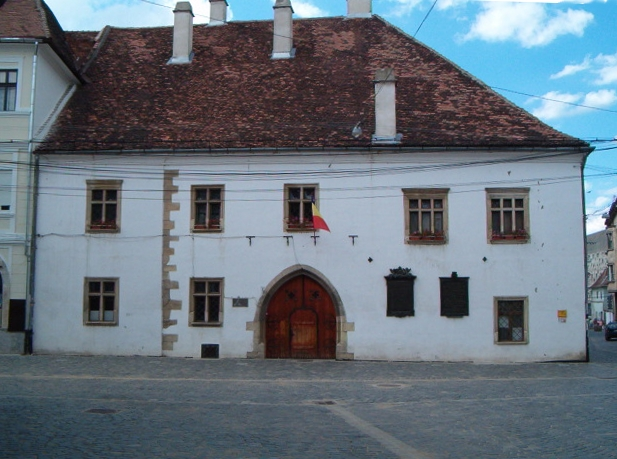
Maison natale du roi magyar d'origine roumaine Matthias Corvin à Cluj.

Les Magyars proprement-dits (environ 390 000), sont présents en proportions diverses dans la plupart des județe de la Transylvanie ; ils forment la moitié des habitants du Județ de Mureș et vivent aussi en moindre nombre dans les principales villes du pays (voir le tableau ci-dessous).
Le Royaume de Hongrie fondé au XIe siècle est dès l'origine suzerain du voïvodat de Transylvanie qui apparaît en même temps. Il semble que les latinophones, les slavophones et les magyars ont longuement vécu étroitement mêlés sur un territoire bien plus vaste que la Transylvanie, allant de la Mer Adriatique à la Mer Noire et de l'actuelle Slovaquie à l'actuelle Moldavie. En effet, selon les données toponymiques et linguistiques, les latinophones étaient, à la manière des Romanches, des Ladins, des Frioulans, des Istriens et des Dalmates, localement majoritaires autour de certains massifs montagneux tels que les chaînes Dinariques, le Pinde, les Balkans occidentaux, le massif du Bihor, les Carpates et le Măcin. Dans les plaines entourant ces massifs, la population était majoritairement slave et hongroise. Par exemple, la bourgade de Săvădisla/Szent-László vient du slave Sveti Vladislav (saint Ladislas), tandis que le pays de Târnava a en roumain un nom slave et en hongrois un nom d'origine finno-ougrienne (Küküllő) (signifiant respectivement « épineux » et « prunier »). Les noms des montagnes (Pietrosu, Găina, Codru, Pleșu, Căpățâna, etc.) sont presque tous d'origine latine, comme la rivière Arieș (en hongrois Aranyos) qui tire son nom du latin Aureus : orpailleur ; les noms de beaucoup d'autres rivières sont hérités de l'antiquité. Néanmoins, les noms finno-ougriens dominent le long de ces mêmes fleuves et dans les plaines, ce qui montre que les populations magyares étaient préférentiellement implantées le long des cours d'eau et dans les zones de végétation ouverte. De leur côté les Valaques (comme on appelait alors les romanophones) dominaient sur les piémonts (dans les romanies populaires de Marmatie, Oaș, Crasna, Sălaj, Lăpuș, Năsăud, Gurghiu, Toplița, Vlăhița, Bihor, Zărand, Moților, Caraș, Vâlcu, Montana, Hațeg, Petroșani, Amlaș, Cibin, Făgăraș et Bârsa) où ils s'adonnaient à l'élevage extensif, surtout ovin (c'était encore le mode de vie traditionnel de la plupart des Roumains transylvains au XIXe siècle).
Toutefois, il n'y a avant la fin du XVIIIe siècle aucune statistique ethnique en Transylvanie, seules des données religieuses fragmentaires existent. On ne peut donc pas savoir quelle communauté linguistique était majoritaire à telle ou telle époque, on sait seulement que toutes sont là depuis très longtemps et que la communauté magyare y a laissé de nombreux noms de lieux, surtout en plaine. Elle est aujourd'hui présente dans tous les départements de la Transylvanie, dans des proportions diverses allant de 4 %, à la majorité (dans deux départements : Covasna et Harghita).
Sur le plan social, ces communautés n'ont pas toujours été égales. En tant que conquérants et guerriers, beaucoup de Magyars dont les Sicules, étaient des hommes libres, de même que les Saxons établis ici à l'initiative de la couronne hongroise. Initialement, tous étaient catholiques romains. C’est parmi eux que se recrutaient les aristocrates, tandis que les serfs étaient fort rares. À l’inverse, la grande majorité des orthodoxes, dont les Roumains, étaient réduits au servage, soit qu'ils aient été conquis (thèse roumaine), soit qu’ils soient venus d’ailleurs mais sans avoir été invités par la Couronne (thèse hongroise). En fait à l’origine (du XIe siècle au XIVe siècle), les documents fonciers ou juridiques et les édits royaux mentionnent aussi des joupans et des boyards orthodoxes jouissant de franchises spécifiques, avec des noms slaves et roumains (parfois d'origine coumane), mais ils se raréfient ensuite, pour disparaître complètement au XVe siècle par intégration à la noblesse hongroise (cas de Iancu de Hunedoara/Hunyadi János), par émigration vers la Moldavie et la Valachie, ou par chute dans la condition servile à la suite de la perte de leurs franchises après l'échec de la révolte de Bobâlna en 1437 le raidissement des Ordres privilégiés aboutit en 1438 à la constitution de l’« Union des trois nations », charte qui enlève aux Roumains leurs franchises et fige la société transylvaine dans un ordre social où seuls les catholiques (Magyars, Sicules et Saxons) sont reconnus comme « nations », et qui était visible dans l’habitat traditionnel.
Cet habitat était centré sur un manoir fortifié, voire un château magyar ou saxon (souvent aux pieds d’une citadelle), proche d'une église catholique (ou, plus tard, protestante) elle aussi fortifiée, entourés de quelques grosses maisons en pierre d'artisans, de marchands, de fermiers ou de guerriers eux aussi magyars ou saxons, elles-mêmes dominant une foule de maisonnettes en bois et pisé, aux toits de chaume ou aux tuiles en bois, avec une église également en bois, égrenées vers les forêts ou les cultures environnantes et habitées par des serfs en majorité roumains, paysans, bûcherons ou bergers illettrés, paroissiens, pour la plupart, d'un pope sachant juste lire les caractères gréco-cyrilliques de la liturgie orthodoxe. Les grosses villes étaient presque exclusivement magyares ou saxonnes, tandis que les villages isolés de la montagne étaient presque exclusivement roumains. La jacquerie de Gheorghe Doja/Dózsa György en 1514 ne parvient pas à ébranler cet ordre, qui perdurera jusqu'au XVIIIe siècle et à la révolution transylvaine de 1784. Les Trois Nations restent, en Transylvanie, maîtresses de la terre, de l'économie et du pouvoir politique jusqu'en 1918, y compris durant la période d'indépendance de la Transylvanie (1525-1699).
En conclusion, la communauté magyare de Roumanie, en tout cas de Transylvanie, a un riche passé qui fait partie de son identité et dont elle est fière, car elle se situait, pour beaucoup de ses membres, au sommet de la pyramide sociale et culturelle. Mais sans doute a-t-elle intégré au fil des siècles bien des Roumains, car l’« ascenseur social » médiéval menait à l’embourgeoisement ou à l’anoblissement en passant par l’adoption de la langue et des coutumes magyares ou saxonnes, et par la conversion au catholicisme ou, plus tard, à la Réforme (à laquelle on doit, d’ailleurs, les premiers textes -bibliques- en roumain).

### DuXVIIIesiècleà 1918
Avec la révolution transylvaine de 1784 et l'émergence du nationalisme romantique au XIXe siècle, les relations se tendent entre les nationalités de Transylvanie. Les privilèges de l'aristocratie hongroise sont contestées, y compris parmi les magyars. Mais en 1848, la révolution magyare et la révolution roumaine s'affrontent l'une contre l'autre, ce qui précipite leur échec et la victoire des conservateurs.
Lors du compromis de 1867 qui transforme l'empire d'Autriche en Autriche-Hongrie, la noblesse et les jacobins hongrois se trouvent sur une position commune et obtiennent satisfaction : l'autonomie de la Transylvanie est supprimée et le pays est directement rattaché à la Hongrie. Cela inaugure une politique de magyarisation forcée qui dresse les Roumains de Transylvanie contre leurs voisins Hongrois, et « refroidit » les relations de ces derniers avec les Saxons.

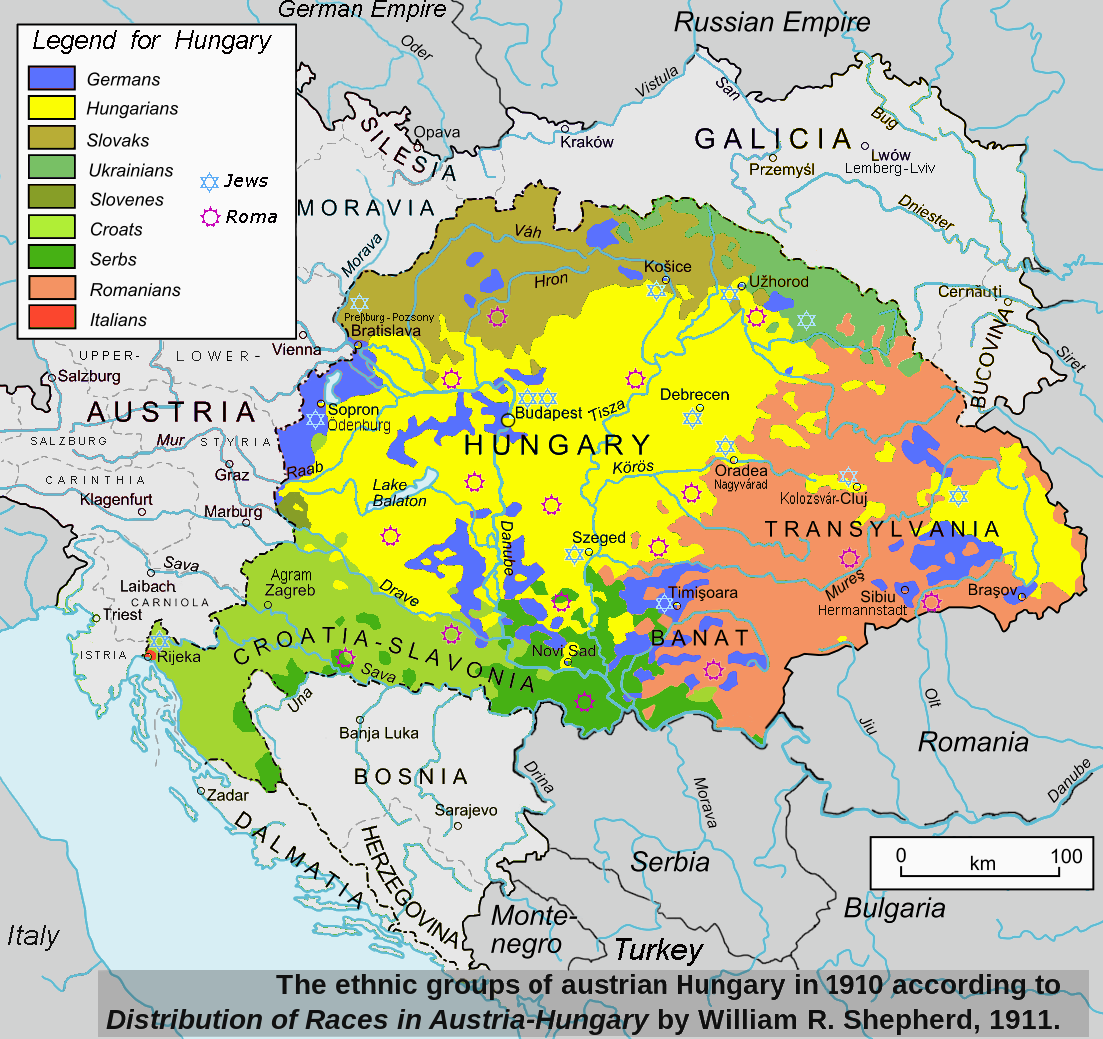
Population hongroise (jaune) au sein du Royaume de Hongrie (1910).

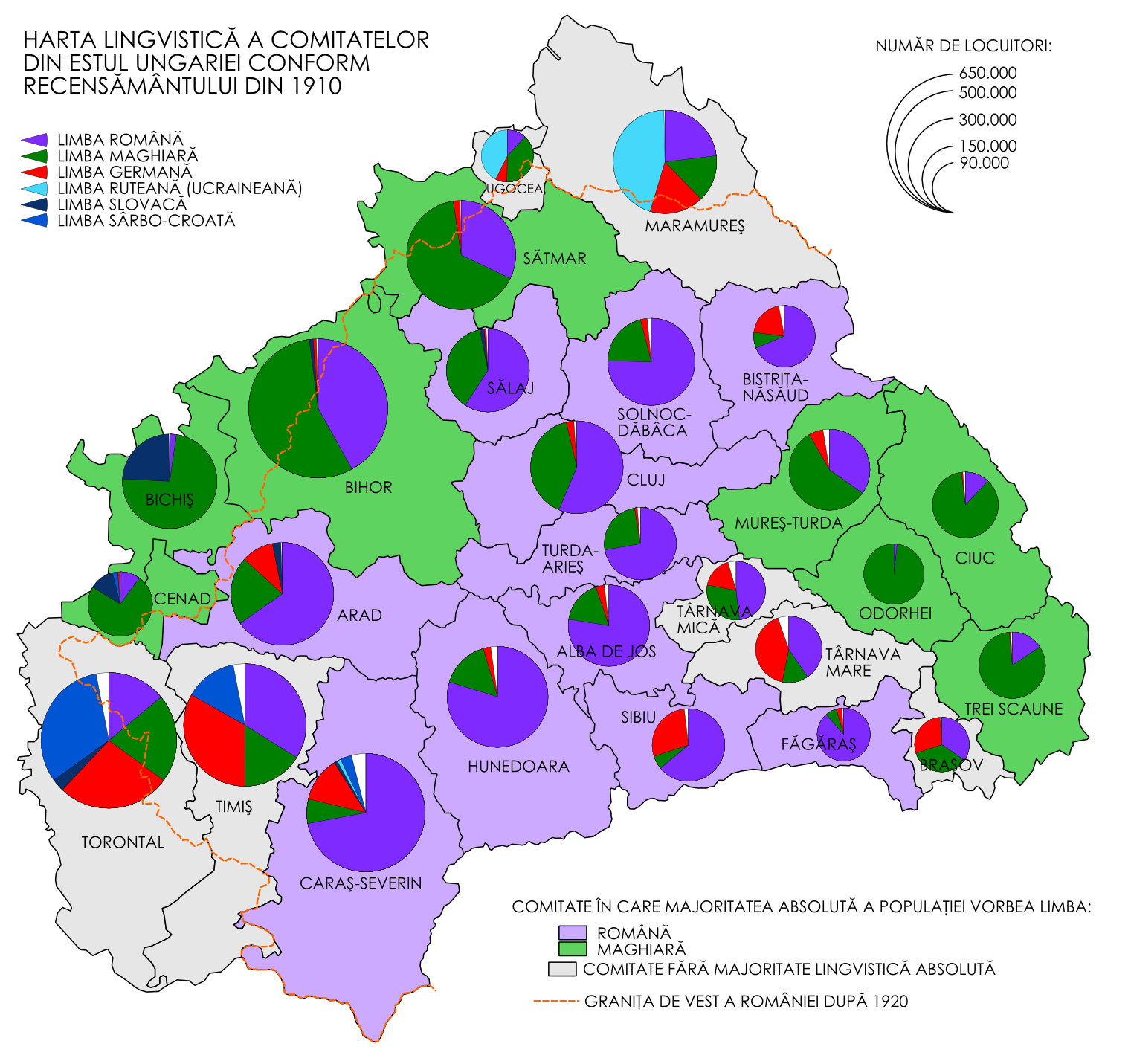
Carte linguistique de la Hongrie orientale selon le rencnsement austro-hongrois de 1910 : les Hongrois en vert.

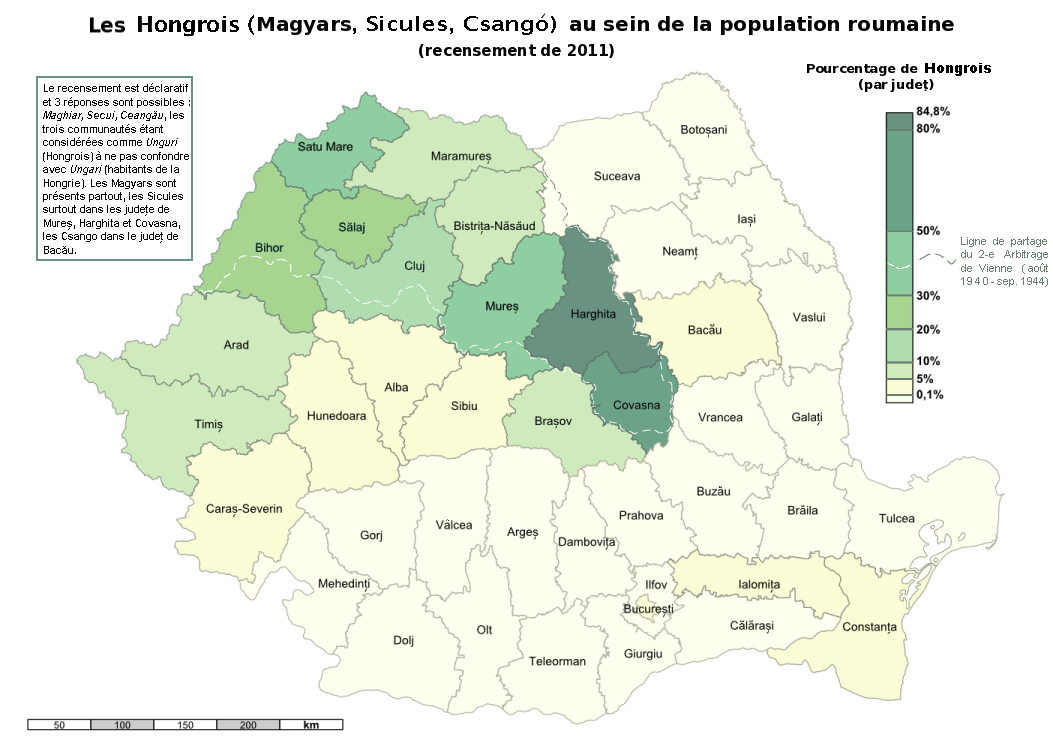
Pourcentage des Hongrois de Transylvanie par județ, selon le recensement de 2011.

### De la «grande Roumanie» à la Seconde Guerre mondiale
La proclamation par les Roumains de l'union de la Transylvanie à la Roumanie le 1er décembre 1918, à l'issue de la Première Guerre mondiale, rencontre l'opposition de l'assemblée générale des Hongrois, tandis que certains députés Roumains et Saxons transylvains sont hésitants jusqu'à ce qu'un pouvoir bolchévik soit instauré par Béla Kun en Hongrie en 1919, tentant vainement de reprendre la Transylvanie, alors gouvernée de facto par le « Conseil national des Roumains de Transylvanie, Banat, Crișana et Maramureș » (Consiliul Dirigint), le gouvernement hongrois non-communiste d'Oszkár Jászi (en) et l'état-major du général roumain Alexandru Averescu,. En 1920, au traité de Trianon, quelque 1 662 000 Hongrois transylvains deviennent de jure citoyens roumains, soit 32 % de la population de Transylvanie et 18% de celle de la « grande Roumanie ».
La noblesse hongroise qui détenait la majeure partie des terres transylvaines, en est privée par les réformes constitutionnelles et agraires roumaines de 1921-1923, qui répartissent ces terres entre les paysans roumains, devenus fermiers. Les domaines des Églises hongroises sont également confisqués. La paysannerie reçoit le droit de vote et beaucoup de nobles s'expatrient ; certains, tels Ferenc Nopcsa, se suicident. La langue roumaine est officiellement promue par tous les moyens : les tribunaux n'acceptent plus que des affaires en roumain. Les noms de lieux et de rues qui, en Transylvanie austro-hongroise, étaient officiels seulement dans leurs formes hongroises, seules jugées historiques, sont désormais officiels seulement dans leurs formes roumaines, même dans les localités comptant une majorité magyarophone. Les panneaux bilingues des commerces et entreprises étant doublement taxés, ont tendance à se raréfier. Dans beaucoup d'écoles et de lieux publics apparaissent des pannonceaux : « ici on ne parle que roumain ». Pour inverser le cours de la magyarisation des années 1867-1918 (magyarosítás définie en 1907 par la « loi scolaire Apponyi »), une politique de roumanisation (românizare) est mise en place en Transylvanie.
Pour défendre leurs intérêts, les Hongrois de Transylvanie s'organisent en associations (dont beaucoup sont confessionnelles) et partis politiques ; ils parviennent à sauver leurs écoles, journaux, théâtres et université, mais sont désormais une minorité dépourvue de tout avantage. En 1940, le Deuxième arbitrage de Vienne rend à la Hongrie la moitié nord-est de la Transylvanie avec le Pays sicule, où les Hongrois sont les plus nombreux. De toutes ses pertes territoriales de 1940, la Roumanie ne récupère au traité de paix de Paris de 1947 que cette Transylvanie septentrionale, en raison de l’engagement roumain auprès des Alliés en 1944-1945, et parce que le régime Szálasi a maintenu la Hongrie aux côtés de l’Allemagne jusqu’au bout.

### Sous le communisme
Sous le régime communiste, les Hongrois de Transylvanie, sur le modèle soviétique, bénéficient d'une Région autonome magyare dotée d'institutions propres, où la langue officielle est le magyar. Elle correspond grosso modo au Pays sicule. Mais le régime Ceaușescu y met fin en 1968, puis commence à supprimer les unes après les autres les écoles, sociétés et facultés hongroises, relançant une politique de roumanisation. Dans les années 1970-1980, Amnesty International prend fait et cause pour les Hongrois de Transylvanie victimes de discriminations.

### Depuis 1989
La libération de 1989 et le rétablissement de la démocratie (après 51 ans d'éclipse) permet aux Hongrois de Transylvanie de revendiquer la restitution de leurs biens, la réouverture de leurs institutions et établissements d'enseignement, une autonomie culturelle. Ils forment pour cela des partis politiques, dont le plus ancien est l'Union démocrate magyare de Roumanie (UDMR) qui a joué un rôle important sur la scène politique roumaine après la chute du communisme, et a souvent affronté le régime de l'ex-communiste Iliescu. Assez souvent depuis 1996, l'UDMR a fait partie du Gouvernement de la Roumanie, pesant à chaque fois du côté occidental, favorable à l'intégration dans l'OTAN et l'UE. Grâce à la forte présence de l'UDMR dans la politique roumaine contemporaine, les Magyars sont représentés de façon permanente par un groupe de députés et de sénateurs dans le Parlement roumain.

## Socio-démographie

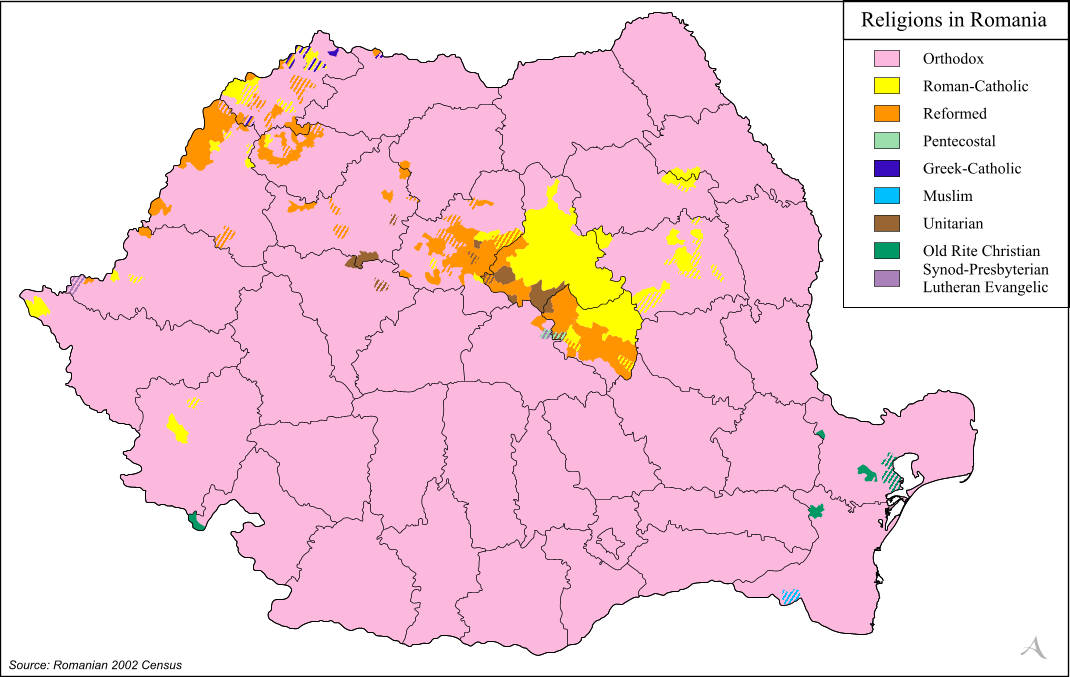
Religions en Roumanie (2002) : la grande majorité des catholiques romains (jaune) et des protestants (orange) sont des Hongrois de Roumanie.

### Confessions religieuses
C'est la déclaration selon la langue maternelle et usuelle aux agents du recensement qui détermine les très précis chiffres officiels. Selon les données du recensement de 2011, 1 227 623 personnes déclarent appartenir à la minorité nationale hongroise, constituant 6,5 % de la population du pays et 18 % de la population de la Transylvanie. En réalité les « marges » de la communauté sont plus floues, car il existe de nombreux couples mixtes et personnes bilingues. Par ailleurs, les proportions varient d'un recensement à l'autre, des dizaines de milliers de Roms transylvains trilingues (romani, roumain, magyar) pouvant se déclarer tantôt Roms, tantôt Roumains, tantôt Hongrois aux recensements.
Dans les cas de bilinguisme, ce sont les chiffres publiés par les instances cléricales de chaque confession qui complètent les données linguistiques. Depuis l'« édit de tolérance » transylvain de 1565, la majorité des Hongrois sont de tradition soit catholique romaine soit protestante ; les Roumains sont de tradition orthodoxe ou catholique grecque, sans que « tradition » signifie forcément « pratique régulière » ni même « conviction intime » : en 2011 les Hongrois de Roumanie étaient réformés à 45,9 %, catholiques à 40,8 %, unitariens à 4,5 % et orthodoxes à 2,1 % (surtout parmi les Csángós).

### Sicules
Les Sicules de Roumanie (environ 685 000), sont majoritaires dans les départements transylvains de Covasna et Harghita, mais présents aussi ailleurs : parmi les Hongrois de Roumanie, ce sont les plus nombreux.
Dans l'est du voïvodat de Transylvanie, comme dans certaines zones de l'actuelle Slovaquie, s'établissent des Sicules (en magyar székelyek: « établis »), de langue magyare, mais peut-être d'origine turcophone. Au XIIIe siècle arrivent enfin les Saxons germanophones, dont un important groupe s'établit dans le sud de la Transylvanie. Dans le centre de la Hongrie, s'installent en outre des Iasses (dans l'actuel comté hongrois de Jász-Nagykun-Szolnok, qui garde leur nom), des Coumans (dans les actuels comtés de Jász-Nagykun-Szolnok et de Bács-Kiskun, appellations où leur nom est présent) et des Petchénègues. Ancêtres des Roumains, les « Valaques » (en magyar oláhok) qui n'ont pas été assimilés et sont restés orthodoxes, sont asservis. Encore aujourd'hui, la majorité des roumanophones sont orthodoxes ; toutefois une partie d'entre eux est passée dans l'obédience de Rome par le synode de 1698.
En 1438, les Sicules ont été membres de l'Union des trois nations. Au siècle suivant, la Réforme séduit la moitié des Sicules (ceux d'Udvarhély, moitié ouest du Hargita, tandis que ceux du Csik, moitié est du Hargita, et ceux du Haromszék sont restés catholiques) : encore aujourd'hui, les Sicules forment le gros de la communauté protestante de Roumanie. Deux tiers sont calvinistes, un tiers catholiques.

### Csángó
Les Csángó (en hongrois : Csángók ; en roumain : Ceangăi) sont une communauté ethnique de Roumanie, de langue hongroise et roumaine, vivant principalement en Moldavie roumaine, autour de Bacău, à l'est du pays sicule. Il existe également des communautés csángós vers Brașov et à Bucarest. Leur dialecte hongrois, le csángó, comporte de nombreux archaïsmes et une large part de lexique roumain. En Roumanie, ils bénéficient d'un statut de communauté ethnique, la Communauté csángó de Roumanie, distincte de la communauté magyare.
Lors du recensement roumain de 2002, 1 370 personnes se sont déclarées appartenir à la communauté csángó, essentiellement dans le Județ de Bacău. La présence d'une forte communauté catholique romaine (119 618 en 2002) dans un pays majoritairement orthodoxe laisse penser à une forte roumanisation des Csángós, au point qu'une bonne partie d'entre eux ne revendique plus cette appartenance culturelle.

### Évolution de la population hongroise
| Année | Hongrois  | Hongrois    | Personnes de langue maternelle hongroise | Personnes de langue maternelle hongroise |
| Année | Nombre    | Pourcentage | Nombre                                   | Pourcentage                              |
| ----- | --------- | ----------- | ---------------------------------------- | ---------------------------------------- |
| 1930  | 1 425 507 | 7,9 %       | 1 552 563                                | 10,9 %                                   |
| 1948  |           |             | 1 499 851                                | 9,4 %                                    |
| 1956  | 1 587 675 | 9,1 %       | 1 653 700                                | 9,5 %                                    |
| 1966  | 1 619 592 | 8,5 %       | 1 651 873                                | 8,6 %                                    |
| 1977  | 1 713 928 | 7,9 %       | 1 720 680                                | 8,0 %                                    |
| 1992  | 1 624 959 | 7,1 %       | 1 639 135                                | 7,1 %                                    |
| 2002, | 1 431 807 | 6,6 %       | 1 443 970                                | 6,6 %                                    |
| 2011  | 1 227 623 | 6,5 %       | 1 259 914                                | 6,7 %                                    |

### Population hongroise par județ
| Département     | Hongrois | Hongrois    | Personnes de langue maternelle magyare | Personnes de langue maternelle magyare |
| Département     | Nombre   | Pourcentage | Nombre                                 | Pourcentage                            |
| --------------- | -------- | ----------- | -------------------------------------- | -------------------------------------- |
| Harghita        | 257 707  | 85,21       | 261 417                                | 86,43                                  |
| Covasna         | 150 468  | 73,74       | 153 728                                | 75,33                                  |
| Mureș           | 200 858  | 38,09       | 206 412                                | 39,14                                  |
| Satu Mare       | 112 588  | 34,65       | 129 887                                | 39,96                                  |
| Bihor           | 138 213  | 25,27       | 144 377                                | 26,40                                  |
| Sălaj           | 50 177   | 23,35       | 50 928                                 | 23,69                                  |
| Cluj            | 103 591  | 15,93       | 102 966                                | 15,82                                  |
| Arad            | 36 568   | 9,03        | 36 904                                 | 9,11                                   |
| Brașov          | 39 661   | 7,69        | 39 699                                 | 7,70                                   |
| Maramureș       | 32 618   | 7,22        | 32 199                                 | 7,13                                   |
| Timiș           | 35 295   | 5,57        | 33 944                                 | 5,35                                   |
| Bistrița-Năsăud | 14 350   | 5,53        | 13 777                                 | 5,02                                   |
| Alba            | 14 849   | 4,61        | 14 478                                 | 4,50                                   |
| Hunedoara       | 15 900   | 4,04        | 15 300                                 | 3,89                                   |
| Sibiu           | 10 893   | 2,93        | 9 979                                  | 2,68                                   |
| Caraș-Severin   | 3 276    | 1,19        | 2 628                                  | 0,97                                   |
| Bacău           | 4 373    | 0,75        | 5 062                                  | 0,87                                   |
| Bucarest        | 3 463    | 0,21        | 3 308                                  | 0,20                                   |

Le nombre des Magyars de Roumanie a baissé de 200 000 environ entre les recensements 1992 et de 2002, sans que ce soit forcément une diminution réelle de la communauté : d'une part on ne peut pas croiser les statistiques ethniques avec celles de l'émigration des citoyens roumains car l'identité ethnique ne figure pas sur le passeport et les documents d'identité roumains, et d'autre part on observe des variations dans les déclarations des personnes recensées (de plus en plus déclarent simplement leur citoyenneté, notamment parmi les familles mixtes et les Roms).

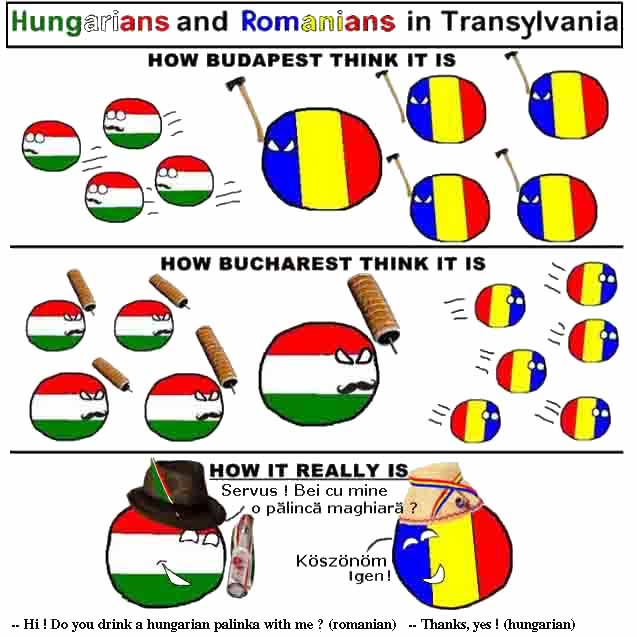
Dessin humoristique de « style countryball » inspiré par les élèves de 6e de la "Şcoala Generală no 2" de Brașov, pour illustrer la cohabitation des hongrois et des roumains en Transylvanie en dépit des affirmations nationalistes.

## Culture, langue, affaires publiques
Selon le recensement de 2001, 98,3 % des personnes s'identifiant comme hongroises ont le hongrois comme langue maternelle et 1,7 % le roumain. De plus, 14,6 % des personnes s'identifiant comme allemandes, 5,3 % de celles s'identifiant comme roms, 11,6 % de celles s'identifiant comme juives, et seulement 0,1 % de celles s'identifiant comme roumaines, ont le hongrois comme langue maternelle.

### Administration
Dans les localités où la communauté hongroise représentent plus de 20 % de la population, les personnes concernées ont le droit de s'adresser aux autorités en hongrois. Dans ces localités, les inscriptions publiques peuvent être et sont pour la plupart bilingues (roumain/hongrois).

### Éducation
À la suite de l'adoption de la Réforme protestante qui encourageait les fidèles à lire et à interpréter eux-mêmes la parole de Dieu, un nombre croissant de Magyars ont eu accès à l'éducation à partir du XVIe siècle. Après la révolution de 1848 et notamment à la suite des nouvelles politiques éducatives de l'empire d'Autriche-Hongrie, le pourcentage d'individus alphabétisés s'accrut de façon significative. Ainsi, au tournant du siècle, le taux d'alphabétisation en Transylvanie était comparable à celui qu'on trouvait dans les pays de l'Europe de l'Ouest.
Conformément aux lois roumaines, les Magyars de Roumanie peuvent suivre le parcours éducatif dans leur langue maternelle. Dans les localités où ils représentent plus de 20 % de la population, ils ont le droit de s'adresser aux autorités en hongrois. D'après le recensement de 1992, 98 % des Magyars au-dessus de l'âge de 12 ans avaient suivi un parcours éducatif. Par ailleurs, plus de 30 % des cours proposés par l'université Babeș-Bolyai de Cluj-Napoca, la plus grande université du pays, sont donnés en hongrois.

### Médias
Les Hongrois ont marqué profondément la culture de la Transylvanie.
À présent il y a plus de 300 institutions, associations et organisations culturelles hongroises en Roumanie, dont quelques-unes, telles que les théâtres de Cluj-Napoca, de Târgu Mureș ou de Timișoara, se sont forgé une réputation internationale.
La communauté hongroise dispose aussi d'un réseau de maisons d'édition et de journaux (magazines culturels y compris) en hongrois. En outre, on trouve des livres en hongrois dans toutes les librairies et dans toutes les bibliothèques des zones habitées par les Hongrois.
Deux chaînes de la télévision nationales ainsi que plusieurs chaînes privées proposent des émissions en hongrois. Il y a aussi des stations de radio qui émettent en hongrois.

### Arts et littérature
Parmi les nombreux artistes hongrois transylvains ou d'origine transylvaine, rappelons l'écrivain Attila Bartis, le metteur en scène Gábor Tompa ou le sculpteur Albert György.

### Sciences
Les Hongrois se sont illustrés en plusieurs domaines scientifiques. Certains chercheurs, tels que János Bolyai, ont contribué d'une manière décisive au développement des sciences.

## Institutions minoritaires
La législation roumaine distingue la citoyenneté (cetățenie) selon le droit du sol, de l'appartenance ethnique (naționalitate) selon le droit du sang. Selon la notion de cetățenie, tous les citoyens roumains sont égaux en droits et leur appartenance ethnique relève de la sphère privée, ne doit figurer sur aucun document d'identité, et toute discrimination (embauche, logement...) est punie par la loi ; mais d'un autre côté, selon la notion de naționalitate, 20 communautés ethniques (comunități naționale) sont officiellement reconnues par la loi en Roumanie, et tout citoyen peut se réclamer de l'une d'elles, au moment du recensement, pour l'utilisation de sa langue dans certaines sphères culturelles et éducatives, ou pour former un parti politique ethnique.

### Représentation politique
Les Hongrois de Roumanie disposent de trois partis ethniques représentant leurs intérêts : 
- l'Union démocrate magyare de Roumanie (Uniunea Democrată Maghiară din România/Romániai Magyar Demokrata Szövetség) (UDMR)
- le Parti civique magyar (Partidul Civic Maghiar/Magyar Polgári Párt) (PCM)
- le Parti populaire hongrois de Transylvanie (Partidul Popular Maghiar din Transilvania/Erdélyi Magyar Néppárt) (PPMT)

L'UDMR qui a joué un rôle important sur la scène politique roumaine depuis la chute du communisme, alors que le PCM, fondé en 2008, et le PPMT, fondé en 2011, ne sont représentés ni à la Chambre des députés ni au Sénat.
À la suite des élections législatives de 1996, l'UDMR a fait partie de pour la première fois d'un gouvernement de coalition, ayant deux portefeuilles ministériels.
Au cours de la législature 2004-2008, l'UDMR a occupé 10 places dans le Sénat (soit 6,23 % du total) et 22 places dans la Chambre des députés (soit 6,17 % du total). En tant que membre de la coalition de gouvernement, l'UDMR a eu quatre portefeuilles ministériels, alors que son président, Béla Markó, a été le vice-Premier ministre de la Roumanie. Entre 2009 et 2012, l'UDMR a également participé aux gouvernements Boc II et Gouvernement Ungureanu. En 2014, elle participe au gouvernement Ponta III, où son président, Hunor Kelemen, détient le poste de vice-premier ministre et de ministre de la culture, et Attila Korodi, celui de la santé.